# Hanvoile
 Hanvoile  es una comuna y población de Francia, en la región de Picardía, departamento de Oise, en el distrito de Beauvais y cantón de Songeons.
Su población en el censo de 1999 era de 502 habitantes.
Está integrada en la Communauté de communes de la Picardie Verte .

## Demografía
| 363 | 392 | 384 | 407 | 432 | 502 |
| Para los censos de 1962 a 1999 la población legal corresponde a la población sin duplicidades (Fuente: INSEE [Consultar]) |     |     |     |     |     |

- Datos: Q1049759
- Multimedia: Hanvoile / Q1049759

1. ↑  Worldpostalcodes.org, código postal n.º 60650.
2. ↑  INSEE, Datos de población para el año 2012 de Hanvoile (en francés).